# Serafin z Sarowa
Serafin z Sarowa (Serafin Sarowski, ros. Серафим Саровский, imię świeckie: Prochor Izydorowicz Masznin, ros. Прохор Исидорович Машнин; ur. 8 lipca?/19 lipca 1759 lub 1754 w Kursku, zm. 21 stycznia?/2 lutego 1833 w Sarowie) – święty prawosławny, mnich, asceta, „święty starzec” i mistyk związany z monasterem Zaśnięcia Matki Bożej w Sarowie. Ostatni święty Rosyjskiego Kościoła Prawosławnego kanonizowany przed upadkiem caratu. Do jego kanonizacji przyczynił się car Mikołaj II Romanow, jednak nieformalny kult Serafina zaczął funkcjonować natychmiast po jego śmierci. 
Serafin z Sarowa, obok Sergiusza z Radoneża, Teodozjusza Pieczerskiego i Tichona Zadońskiego, wymieniany jest jako jedna z kluczowych postaci dla historii duchowości prawosławia rosyjskiego.

## Życiorys

### Dzieciństwo
Przyszły święty urodził się jako Prochor Masznin w Kursku w rodzinie kupca Isidora Masznina i jego żony Agafii. Jego rodzice posiadali kilka cegielni. Prochor miał starszego brata Aleksieja. Jako trzylatek stracił ojca i od tej pory wychowywany był wyłącznie przez matkę.
Przedsiębiorstwo Isidora Masznina zajmowało się wznoszeniem soboru św. Sergiusza z Radoneża i Kazańskiej Ikony Matki Bożej w Kursku. Po śmierci męża wdowa kontynuowała prace, traktując budowę świątyni jako dzieło upamiętnienia męża. W rezultacie małoletni Prochor spędzał większość czasu w otoczeniu duchownych, w atmosferze głęboko religijnej. Z jego dzieciństwa znanych jest niewiele faktów. Według prawosławnej tradycji już jako kilkuletni chłopiec miał doświadczać szczególnej opieki boskiej. Według podania siedmioletni Prochor, przebywając na budowie z matką, nieszczęśliwie spadł z dzwonnicy. Agafja Masznina była pewna, że syn nie żyje, jednak dziecko nie odniosło żadnych obrażeń. Według innego podania, mając 10 lat Prochor Mosznin ciężko zapadł na zdrowiu. Lekarze nie byli jednak w stanie mu pomóc. Chłopiec został uzdrowiony, gdy z wiarą pokłonił się Kursko-Korzennej Ikonie Matki Bożej „Znak” i ucałował ją. Według tradycji od dzieciństwa czytał żywoty świętych i Ewangelie. Nie miał również trudności z nauką.

### Pierwsze lata w monasterze
Matka wychowała przyszłego świętego w duchu głębokiej religijności. Prochor Masznin przejął po niej tę postawę, czego szczególnym wyrazem były spotkania z żyjącym w Kursku jurodiwym nieznanego imienia. Mając 17 lat poprosił matkę o błogosławieństwo na wstąpienie do monasteru, które otrzymał. Wówczas razem z pięcioma innymi młodzieńcami z kupieckich rodzin Kurska udał się na pielgrzymkę do Kijowa; wszyscy zamierzali następnie wstąpić do monasterów. Odwiedził Ławrę Peczerską i monaster Trójcy Świętej. Tam schimnich Dosyteusz w rozmowie z nim stwierdził, że Duch Święty powołuje go do monasteru w Sarowie. Do tego klasztoru wstąpiło natychmiast po pielgrzymce dwóch towarzyszy Prochora Masznina, on natomiast wrócił do Kurska i przeżył tam jeszcze dwa lata. Niektóre źródła podają, że wstąpił jako posłusznik do monasteru w Sarowie w dniu 20 grudnia 1776 i tam jego duchowym opiekunem został igumen Pachomiusz (według innego źródła – starzec Józef). Inne źródła podają 29 listopada 1779 jako datę wstąpienia do monasteru). Jest ona bardziej prawdopodobna; Prochor Masznin prawdopodobnie pozostał w Kursku do października 1778, gdy wyświęcony został sobór wznoszony przez jego rodziców. Budowa zapewniła Maszninom prestiż i szacunek, jednak doprowadziła do pogorszenia się sytuacji materialnej rodziny.
Nie będąc jeszcze mnichem, przyszły święty natychmiast po zamieszkaniu w monasterze zaczął stosować surowe praktyki ascetyczne, które w połączeniu z pracami fizycznymi (stolarstwo, praca w piekarni) wykonywanymi w monasterze doprowadziły do pogorszenia się jego stanu zdrowia. W 1780 zapadł na puchlinę wodną, odmawiał jednak przyjęcia pomocy lekarskiej, twierdząc, że otrzyma pomoc bezpośrednio od Boga. Według tradycji monasterskiej został cudownie uzdrowiony. W podzięce za ten cud późniejszy święty postanowił wznieść cerkiew. W tym celu osobiście wykonał dla niej cyprysowy ołtarz, zaś pieniądze na pozostałe prace zbierał, wędrując po okolicznych miastach i odwiedzając inne klasztory. W 1786 igumen Pachomiusz uznał go za gotowego do złożenia ślubów zakonnych małej schimy; Prochor Mosznin otrzymał wówczas imię zakonne Serafin. Ks. Kołogriwow podaje 13 sierpnia 1786 jako dokładną datę jego ślubów zakonnych. W 1787 przyjął święcenia na hierodiakona. Już wtedy miewał widzenia mistyczne – gdy posługiwał przy Świętej Liturgii w Wielki Czwartek w tym samym roku, miał ujrzeć przed sobą Chrystusa. 2 września 1793 biskup tambowski Teofil wyświęcił go na hieromnicha. Serafin cały czas zaostrzał stosowane wobec siebie umartwienia. W czasie modlitw miał do tego stopnia skupiać się na wypowiadanych słowach, że tracił świadomość tego, co działo się wokół niego.

### Pustelnik

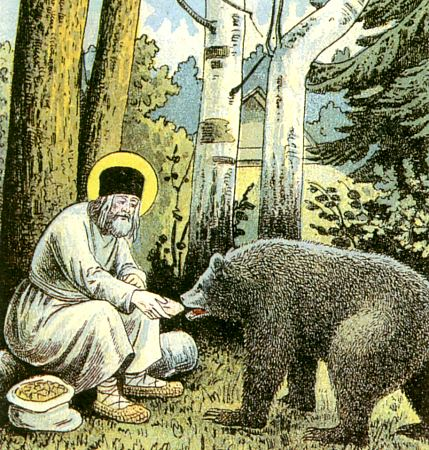
Serafin karmi niedźwiedzia. Fragment litografii Droga do Sarowa (Путь в Саров), 1903.

Po śmierci igumena Pachomiusza poprosił jego następcę Izajasza o pozwolenie na opuszczenie monasteru i zamieszkanie w całkowitym odosobnieniu w pustelni leśnej, 5 km od monasteru. Przełożony monasteru zgodził się na to, według niektórych źródeł ten zamiar Serafina pobłogosławił jeszcze przed śmiercią także igumen Pachomiusz. Według prawosławnej tradycji, Serafin miał w tym czasie osiągnąć całkowitą harmonię z naturą, przyjaźniąc się z niedźwiedziami, a cały czas spędzając na modlitwie i pracach ręcznych. Pustelnik miał być dodatkowo kuszony przez złe moce. Aby odeprzeć ich wpływ, Serafin narzucał sobie wyczerpujące ćwiczenia duchowe, np. odmawianie Modlitwy Jezusowej, klęcząc na kamieniu, co robił co noc. Zdaniem ks. Kołogriwowa modlitwa na kamieniu miała charakter podobny do ascezy wczesnochrześcijańskich stylitów. Żywił się jedynie chlebem i warzywami, które sam uprawiał. Życie prowadził według reguły św. Pachomiusza – zawsze skromnie ubrany. W tym czasie został również napadnięty przez nieznanych sprawców, którzy dotkliwie go pobili, licząc na odnalezienie w jego pustelni pieniędzy. Według niektórych źródeł wydarzenie to miało mieć miejsce 12 września 1804. Według hagiografii po napaści ciężko poraniony anachoreta dotarł do monasteru w Sarowie, gdzie jego rany cudownie uleczyła Matka Boża. Tradycja mówi, że został pobity w czasie rąbania drewna i świadomie zrezygnował z obrony, chociaż miał w ręku topór. Na skutek odniesionych wówczas obrażeń zakonnik do końca życia miał poważną wadę postawy.
W tym czasie po raz pierwszy wiadomości o nim zaczęły rozchodzić się po okolicy, a pustelnik zaczął zyskiwać opinię świętego. Serafin nie chciał jednak spotykać się z ludźmi świeckimi, pragnąc poświęcać cały czas na modlitwę. Najpierw zakazał dostępu do siebie kobietom, a następnie całkowicie przestał rozmawiać z przychodzącymi do niego osobami. Nie brał również udziału w Świętej Liturgii, a jedynie modlił się dzień wcześniej na nabożeństwie wieczornym w klasztorze. Ponadto w 1806 został jednomyślnie wybrany na nowego przełożonego swojego monasteru, jednak odmówił podjęcia się tej funkcji. 
W 1807 złożył trzyletni ślub milczenia, zaś z innymi ludźmi spotykał się jedynie w czasie Świętej Liturgii w niedziele, kiedy opuszczał pustelnię i udawał się piechotą do monasteru w Sarowie. Miał również ograniczyć spożywanie pokarmów do chleba, wody i Eucharystii. Chcąc sygnalizować innym ludziom złożone zobowiązanie milczenia, padał przed nimi na twarz. Po upływie okresu trzech lat zwrócił się do igumena Nifonta z prośbą o pobłogosławienie jeszcze surowszej formy ascezy: całkowitego zamknięcia w celi (zatworniczestwo) i skupienia się wyłącznie na modlitwie. W ten sposób spędził 15 lat. Zdaniem ks. Kołogriwowa Serafin został zmuszony do zmiany formy ascezy przez śmierć igumena Izajasza. Pisze on, że nowy przełożony monasteru nie popierał samotnego życia mnicha i nastawiał przeciwko niemu innych członków wspólnoty monastycznej w Sarowie. Będąc wiernym ślubowi posłuszeństwa, pustelnik wrócił do Sarowa, lecz poprzez zamknięcie w celi kontynuował wcześniejszy sposób życia. Miał nawet dodać inne umartwienia: sen na workach z kamieniami, rezygnację z ogrzewania celi, noszenie żelaznego krzyża na ramionach oraz wykonywanie codziennie tysiąca pokłonów.

### Święty starzec

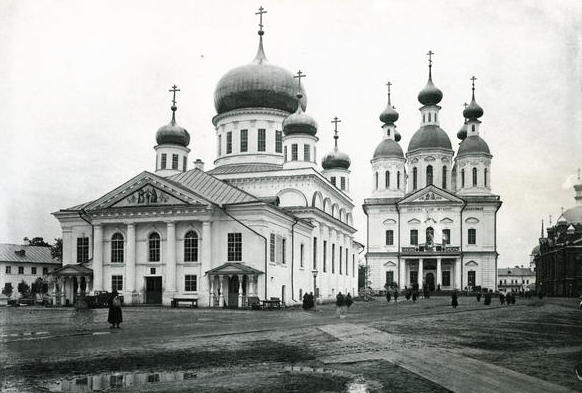
Monaster Zaśnięcia Matki Bożej w Sarowie

W 1825 mnich Serafin, według hagiografii, realizując polecenie Maryi, postanowił zrezygnować z całkowitej izolacji na rzecz działalności tzw. starca. Stał się szybko jednym z najpopularniejszych takich ludzi w Rosji. Przypisywano mu zdolność jasnowidzenia, wypędzania złych duchów i uzdrawiania. Codziennie spotykał się z wiernymi ze wszystkich sfer społecznych, udzielając im duchowych wskazówek. Według wspomnień osób, które spotykały się z nim, każdego przychodzącego witał słowami Chrystus zmartwychwstał, radości ty moja, a ze szczególną przychylnością odnosił się do dzieci. Niektórzy wierni twierdzili, że mnich odgadywał ich grzechy i problemy, zanim zaczęli o nich mówić. W czasie jednego z takich spotkań, z Nikołajem Motowiłowem, powstał spisany przez Motowiłowa zbiór przemyśleń św. Serafina z Sarowa na tematy związane ze zbawieniem człowieka i celem życia ludzkiego. Został on wydany dopiero w 1903 przez Siergieja Niłusa. Serafin podejmował w swojej celi wiernych wszystkich stanów: przede wszystkim chłopów, ale również przedstawicieli arystokracji, oficerów, kupców. W 1826 odwiedził go wielki książę Michał Pawłowicz.
W 1825 Serafin został również opiekunem żeńskiego monasteru w Diwiejewie, założonego przez późniejszą świętą mniszkę Aleksandrę, którego regułę współtworzył. Funkcję tę pełnił do końca życia. Niektóre koncepcje zmian w ustroju monasteru miały pochodzić bezpośrednio z objawień Matki Bożej, których łącznie Serafin miał mieć dwanaście. Serafin miał również widzenia św. Jana Chrzciciela i św. Jana Teologa. 
Wiosną 1832 miał po raz kolejny ujrzeć Matkę Bożą i usłyszeć z jej ust datę swojej śmierci. Zmarł w wymienionym wówczas dniu, 2 lutego 1833, w czasie modlitwy przed ikoną Matki Bożej w swojej celi. Został pochowany w głównej cerkwi monasteru w Sarowie. Jego nieformalny kult powstał praktycznie natychmiast i szybko się rozprzestrzeniał.

## Kanonizacja

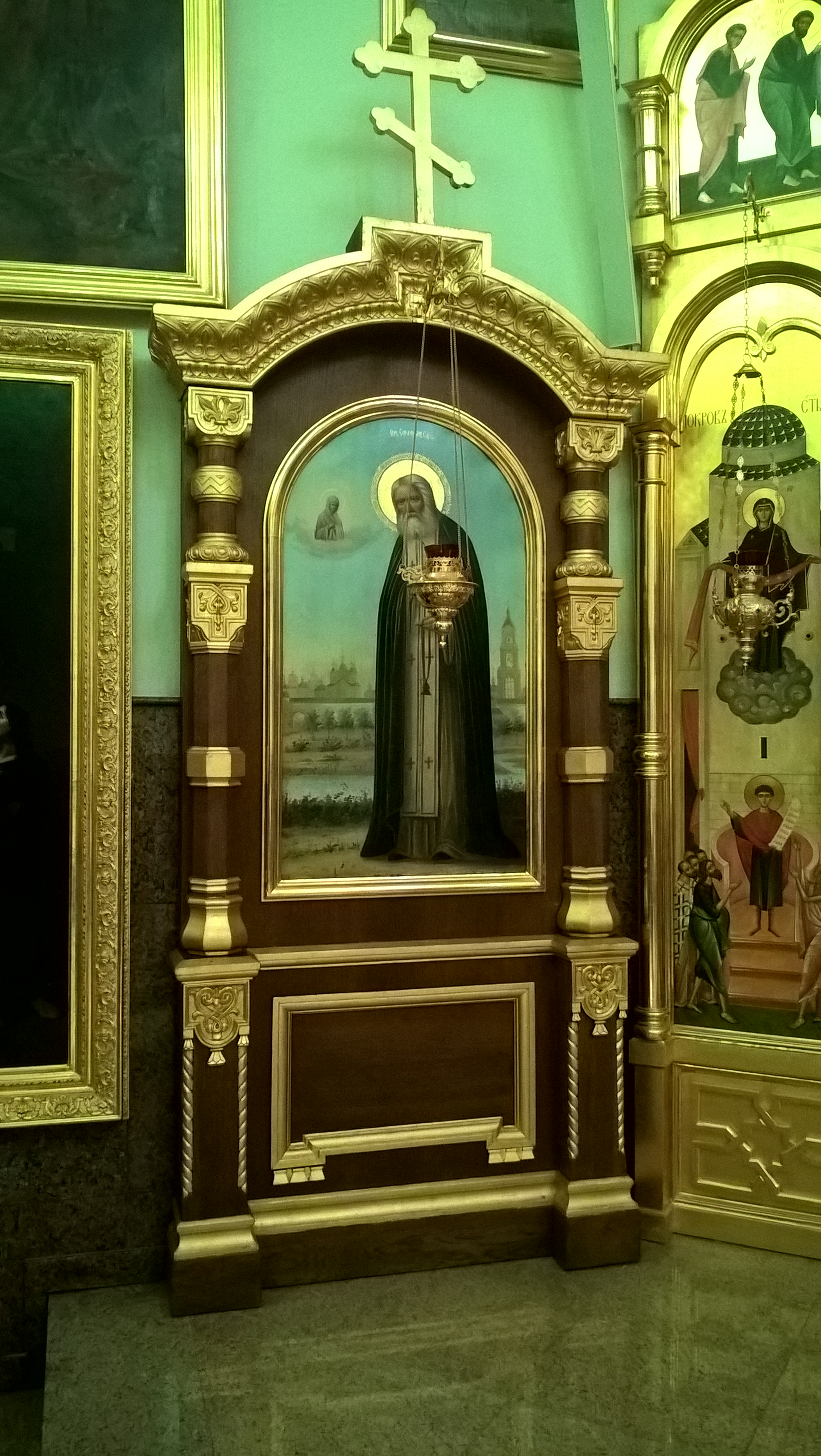
Ikona św. Serafina z Sarowa powstała krótko po jego kanonizacji (cerkiew św. Mikołaja w Radomiu)

3 lutego 1892 prace rozpoczęła komisja złożona z duchownych i świeckich, która miała zbadać wydarzenia związane z Serafinem i ocenić nadprzyrodzony charakter uzdrowień i innych wydarzeń, które uważane były za cuda dokonane za pośrednictwem jego modlitwy. Komisja pracowała do 15 sierpnia 1894 i wskazała na 94 wydarzenia wyczerpujące jej zdaniem znamiona cudów. Według Ludwika Bazylowa komisja potwierdziła bez wątpliwości nadprzyrodzony charakter jedynie czterech wydarzeń z zaproponowanej listy. Ustalenia komisji przekazał Świętemu Synodowi biskup tambowski i szacki Dymitr. Mimo tego proces kanonizacyjny przedłużał się. Wreszcie w 1902 car Mikołaj II Romanow zażądał od Świętego Synodu jego szybkiego sfinalizowania. Ostatecznie, pozytywną decyzję w sprawie kanonizacji podjęto 29 stycznia 1903, wyznaczając równocześnie termin uroczystej kanonizacji na 12 lipca tego samego roku. Ponadto 11 stycznia Święty Synod ogłosił, że oględziny ciała Serafina wykazały jego zachowanie w nienaruszonej postaci i polecił napisanie akatystu do Serafina z Sarowa. Bazylow podaje, że w rzeczywistości relikwie Serafina nie przetrwały w postaci nierozłożonej, a jedynie jako szkielet. W następujący sposób kwestię tę opisał wicegubernator tambowski z okresu kanonizacji Siergiej Urusow: 

Latem oczekiwano uroczystego odkrycia – w obecności imperatora i całej carskiej rodziny – nietkniętych relikwii nowego świętego, których, po dokładnym przebadaniu przeprowadzonym przez miejscowego archijereja [biskupa], nie zastano w grobie. Odkryto jedynie na wpół rozpadnięte kości, fragmenty skóry z włosami i skrawki odzieży. Raport tambowskiego archijereja z załączonym aktem z oględzin wywołał niezadowolenie w Petersburgu, gdyż postanowienie o odkryciu relikwii zostało już podjęte, a nawet opracowano specjalny ceremoniał, przy którym nienaruszone ciało świętego miało jakby uczestniczyć w Boskiej Liturgii.

Uroczystości kanonizacyjne, mające dla cara Mikołaja II ogromne znaczenie propagandowe, trwały dziesięć dni. Rozpoczęły się przeniesieniem relikwii świętego do nowej, ozdobnej raki 9 lipca 1903, zaś zakończyły pierwszym publicznym odśpiewaniem akatystu do świętego, napisanego przez późniejszego nowomęczennika archimandrytę Serafina (Cziczagowa). W uroczystościach, którym przewodniczył metropolita petersburski i ładoski Antoni (Wadkowski), brał udział car Mikołaj II razem z rodziną, łączną liczbę uczestników szacuje się według różnych źródeł od 100 tys. do 600 tys. osób. Kult, jakim otoczony był św. Serafin, wzrastał jeszcze po jego oficjalnym usankcjonowaniu. Szczególnym szacunkiem otaczał pustelnika i starca Mikołaj II, który wierzył, że to za pośrednictwem św. Serafina została uzdrowiona jego córka Maria, zaś piąta ciąża jego żony Aleksandry Fiodorowny zakończyła się narodzinami upragnionego następcy tronu. 

### Losy relikwii świętego

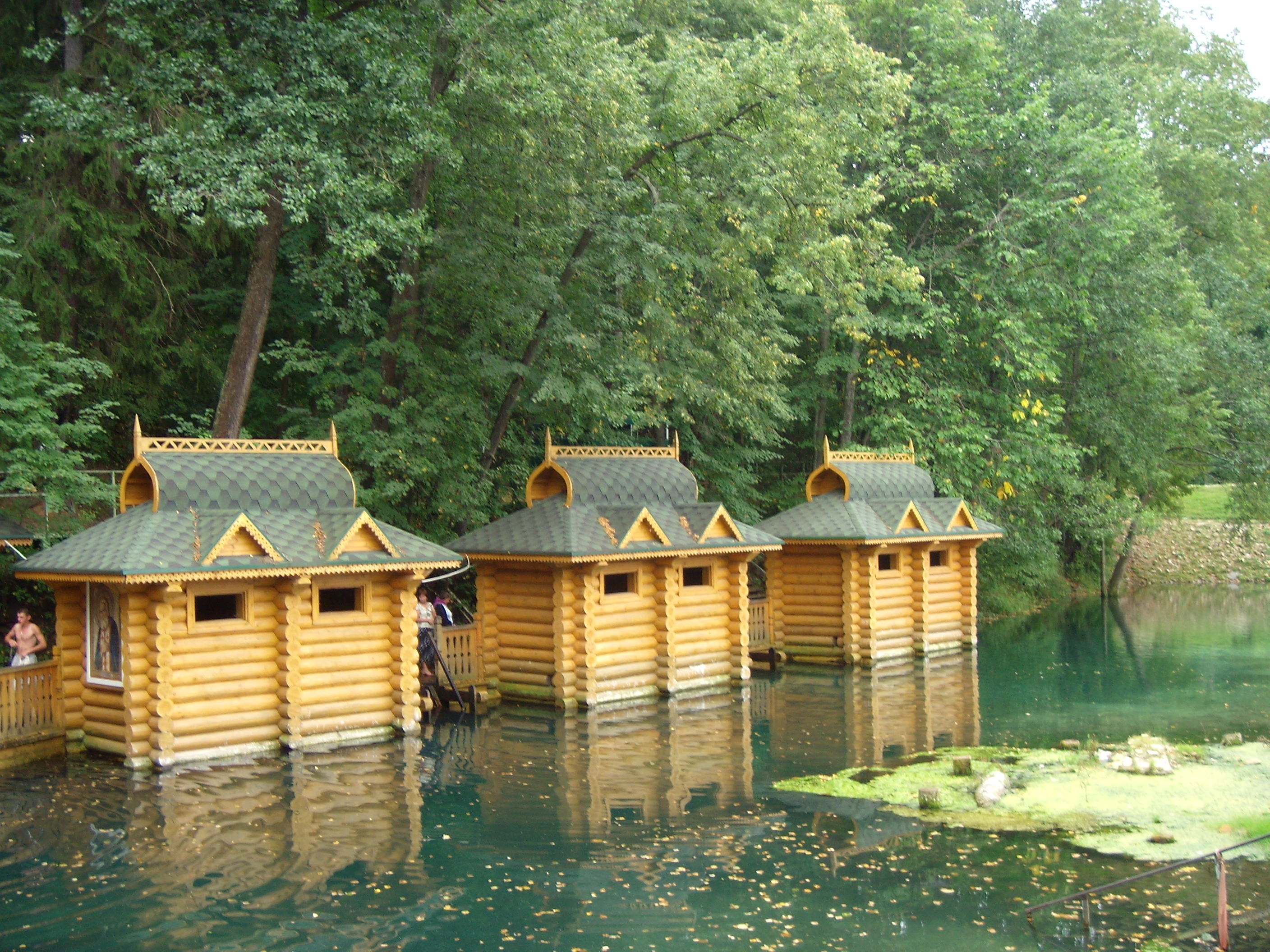
Źródełko św. Serafina

Ciało św. Serafina, umieszczone w ozdobnej race, znajdowało się do 1927 w soborze Zaśnięcia Matki Bożej w monasterze w Sarowie. Część rzeczy osobistych mnicha, w tym jego szatę zakonną, przekazano natomiast do monasteru w Diwiejewie, który przyjął św. Serafina jako drugiego patrona i stał się drugim wielkim ośrodkiem jego kultu. Kultem otoczone było także święte źródło w pobliżu dawnej pustelni Serafina (według innego źródła istniało ponad 20 świętych źródełek.
Chcąc zapobiec trwaniu kultu świętego, władze bolszewickie, w ramach akcji otwierania rak z relikwiami, nakazały otwarcie również raki z pozostałościami ciała św. Serafina. 17 grudnia 1920 relikwie zostały wystawione na widok publiczny mimo protestów wiernych. Ich publiczna ekspozycja trwała do sierpnia roku następnego. Natomiast 23 marca 1927 władze stalinowskie nakazały zniszczenie trumny, w której przechowywane było ciało św. Serafina. Same zaś relikwie zostały wywiezione do Leningradu i umieszczone w muzeum ateizmu, które z kolei zajmowało dawny sobór Kazańskiej Ikony Matki Bożej. Los relikwii pozostawał przez wiele lat nieznany. W 1991 uszkodzone szczątki odnaleziono w piwnicach soboru. Ich identyfikacja była możliwa dzięki napisowi na rękawiczce i porównaniu go z zachowanym w archiwum opisem relikwii w momencie ich wywiezienia z Sarowa. Relikwie trafiły do monasteru w Diwiejewie. W odnowionych budynkach monasteru w Sarowie zrekonstruowano również celę, w której św. Serafin spędził 15 lat w całkowitym odosobnieniu.

## Nauka św. Serafina z Sarowa

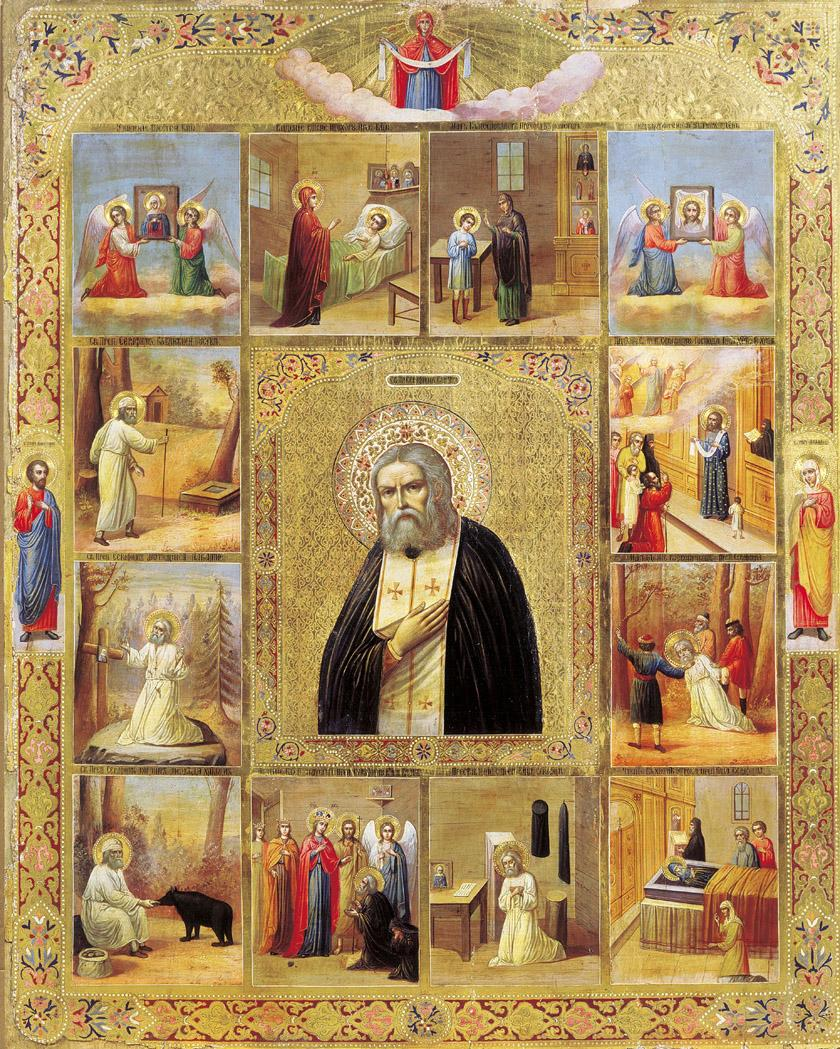
Ikona Żywot św. Serafina z Sarowa

Sam Serafin z Sarowa nigdy nie zapisywał tekstów nauk duchowych, jakich udzielał innym osobom, ani też przepowiedni, jakie wygłaszał będąc pod wpływem wizji. Są one znane dzięki pisemnym relacjom ze spotkań z nim, jakie sporządził Nikołaj Motowiłow, a wydał w 1903 Siergiej Niłus. W swojej przedmowie do opracowanego tekstu Nilus pisał, że pouczenia św. Serafina nie przedstawiają niczego nowego w teologii prawosławnej, jednak mogą być istotne dla współczesnych ludzi, dla których sens życia chrześcijańskiego oraz związanych z nim zasad postępowania stał się niejasny. Nilus porównywał słowa św. Serafina do wypowiedzi proroków. 
Ks. Kołogriwow uważa, że wydanie Niłusa – jedyny zapis słów Serafina z Sarowa – nie jest całościową wykładnią jego przemyśleń, a jedynie luźną relacją, w dodatku prawdopodobnie redagowaną po raz drugi przez wydawcę, bez interwencji samego świętego. Mimo tego podkreśla, że tekst spisany przez Motowiłowa pozwala zrozumieć tok myślenia pustelnika i główne myśli jego duchowości.
Każdego pielgrzyma Serafin nazywał „swoją Radością”, niezależnie od pory roku pozdrawiał przybywających do Sarowa wielkanocnym pozdrowieniem „Chrystus Zmartwychwstał!”.

### Pouczenia duchowe

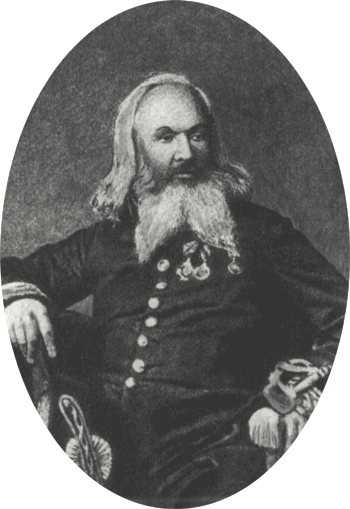
Nikołaj Motowiłow

W swoich naukach św. Serafin kładł szczególny nacisk na bezwarunkową miłość Boga do człowieka, która ma moc odmiany ludzkiego serca, daje pewność wypełnienia próśb kierowanych w modlitwie: 

Wszyscy, którzy mają mocną nadzieję w Bogu są ku Niemu porwani i oświeceni blaskiem wiecznej światłości. Jeśli człowiek pozbawiony jest nadmiernej troski o siebie, kieruje swą miłość ku Bogu i cnotliwym czynom i wie, że Bóg troszczy się o niego – taka nadzieja jest prawdziwa i pełna mądrości. Lecz jeśli człowiek pokłada wszelkie swoje nadzieje tylko w swoich zamierzeniach, a zwraca się do Boga w modlitwie jedynie w chwilach niepowodzeń i tylko wtedy zaczyna ufać w pomoc Bożą, gdy przestaje wierzyć w swoje możliwości i nie może im zapobiec, to taka nadzieja jest nieważna i fałszywa. Prawdziwa nadzieja szuka jedynie Królestwa Bożego i jest pewna, że otrzyma wszystko, co potrzebne jest w tym śmiertelnym życiu.

Święty porównywał Boga do ognia, który ma moc rozgrzewania serc i umysłów. Człowiek winien jednak poszukiwać bożej pomocy i modlić się do niego za pośrednictwem świętych (zwłaszcza Trzech Świętych Hierarchów), ale nie zajmować się dociekaniami nad istotą natury boskiej. 
Równocześnie św. Serafin wskazywał na silny związek między wiarą a jej praktyczną realizacją w postaci dobrych uczynków względem bliźnich. Realizacja taka była przez niego przedstawiana jako całkowicie naturalna: 

Owocami wiary są miłość, pokój, cierpliwość, miłosierdzie, dźwiganie krzyża i życie według ducha. Prawdziwa wiara nie może obyć się bez uczynków. A ten, kto prawdziwie wierzy z pewnością także czyni dobre dzieła

Musimy mieć szczególną postawę wobec naszych bliźnich, nie czynić nikomu obraźliwych uwag, przytyków. Kiedy odwracamy się od człowieka lub obrażamy go, to nasze serce kamienieje. Każdy musi starać się o radość ducha, by do trudnych lub niechętnych nam osób zwracać się ze słowami miłości. (...) W naszych relacjach z bliźnimi musimy być przejrzyści wobec każdego równie dobrze w słowach, jak i w myślach, w przeciwnym razie czynimy nasze życie bezużytecznym. Musimy kochać innych, nie mniej niż siebie samych, zgodnie z Prawem Pańskim: „Będziesz miłował… bliźniego swego, jak siebie samego” (Łk 10,27). (...) Jest absolutnie koniecznym być miłosiernym wobec nieszczęśliwych i tułaczy.

Jako niezbędny warunek zbawienia św. Serafin podawał świadomość własnej niedoskonałości i ciągłą gotowość do pokuty. Twierdził, że taka postawa życiowa wydatnie pomaga w odróżnieniu dobra i zła, a przez to – w unikaniu grzechów: 

Pragnący zbawienia musi zawsze mieć serce skłonne do pokuty i skruchy (...). Z tak skruszonym sercem człowiek może uniknąć bez problemu wszystkich przebiegłych sztuczek szatana, którego wszystkie wysiłki skierowane są ku zaniepokojeniu ludzkiego ducha.

Wreszcie jako cel życia chrześcijanina św. Serafin podawał „poszukiwanie Ducha Świętego”. Podkreślał, że odnalezienie „mocnej nadziei w Bogu” i zdobyta tym samym siła duchowa umożliwią nie tylko zbawienie tego, który ją uzyskał, ale i osób, które go otaczają (Zdobywaj Ducha Bożego – wokół ciebie zbawią się tysiące).
Św. Serafin uważał modlitwę za najdoskonalszą formę dążenia do Boga, o wiele ważniejszą i skuteczniejszą od wymyślnych form ascezy i od postu. Twierdził, że zdolność do prawdziwej modlitwy posiada każdy człowiek i każdy może w ten sposób osiągnąć „dar Ducha Świętego”: 

Modlitwa jest drogą wiodącą do Pana. Jeżeli imię Boże jest zawsze na naszych ustach – będziemy zbawieni

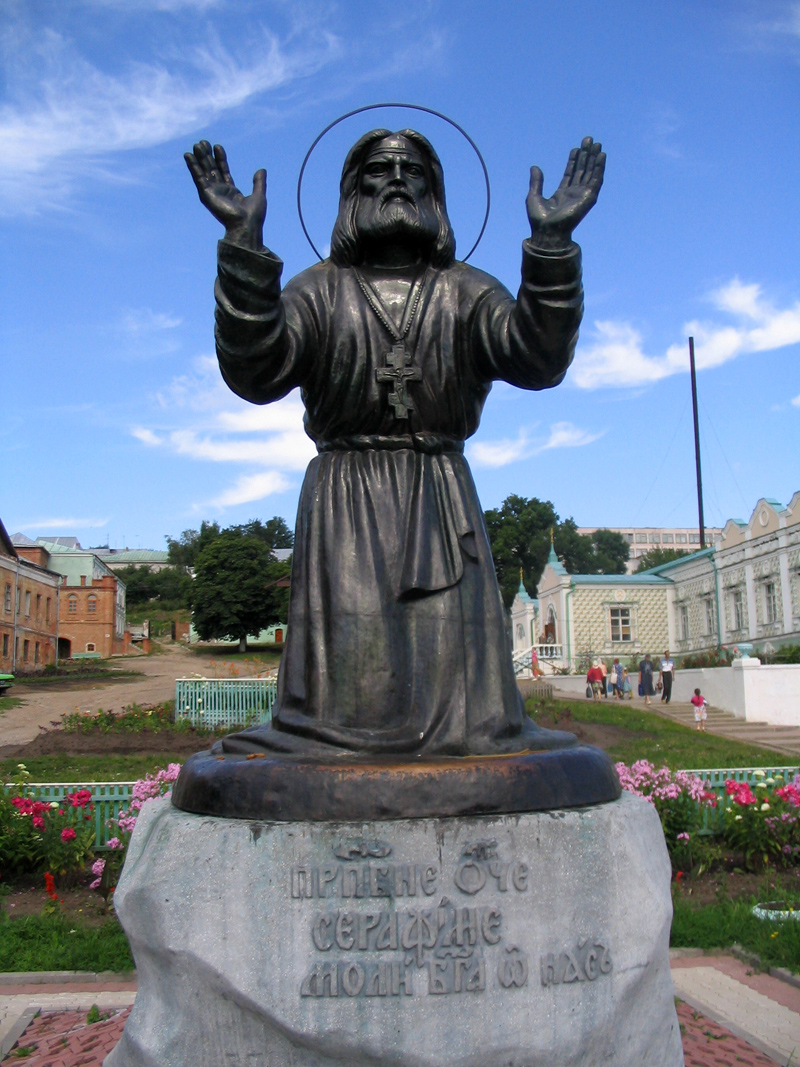
Pomnik św. Serafina z Sarowa ukazujący go w czasie modlitwy na kamieniu. Pustelnia Korzenna, obwód kurski.

Zaznaczał przy tym konieczność odróżnienia środków dążenia do celu życia od jego samego. Podkreślał, że modlitwa, post, asceza, uczestnictwo w nabożeństwach cerkiewnych są czynnościami pozytywnymi w każdych okolicznościach, lecz nie mogą być traktowane jako cel sam w sobie. Pozostawił przy tym szczegółowe zalecenia w kwestii osobistej modlitwy i lektury Biblii. W jego ujęciu wierni powinni w pierwszej kolejności samodzielnie czytać Nowy Testament, odmawiać Modlitwę Jezusową, wyznanie wiary, Ojcze nasz oraz Zdrowaś Maryjo. Podkreślał konieczność odpowiedzialnego podejmowania ćwiczeń duchowych i umartwień. Stał na stanowisku, że świętość osiągać można w życiu świeckim, jeśli odpowiedzialnie i rzetelnie wykonuje się swoje obowiązki, a przy tym z dobrocią traktuje otoczenie.

### Przepowiednie
Serafin z Sarowa zyskał po śmierci sławę nie tylko jako asceta i mistyk, ale również autor katastroficznych przepowiedni, które współcześni interpretatorzy uważają za obraz rewolucji październikowej oraz represji politycznych, jakie za sobą pociągnęła. Serafin zapowiadał wybuch wojny światowej oraz wojny domowej w Rosji, które miały nastąpić, gdy kraj ten osiągnie liczbę 180 mln mieszkańców. Twierdził, że cierpienia jakie nastąpią w wyniku tych wydarzeń, nie miały dotąd precedensu. Zapowiadał upadek Austrii, utratę międzynarodowego znaczenia przez Francję oraz nadejście Antychrysta na ziemie rosyjskie.
Św. Serafin miał również przewidzieć przebieg własnej kanonizacji. W ten sposób odczytywane są jego słowa:

U nas będzie wielka radość! W środku lata zaśpiewają Paschę! A ludzi, ludzi mnóstwo ze wszystkich stron, ze wszystkich stron!

## Kult

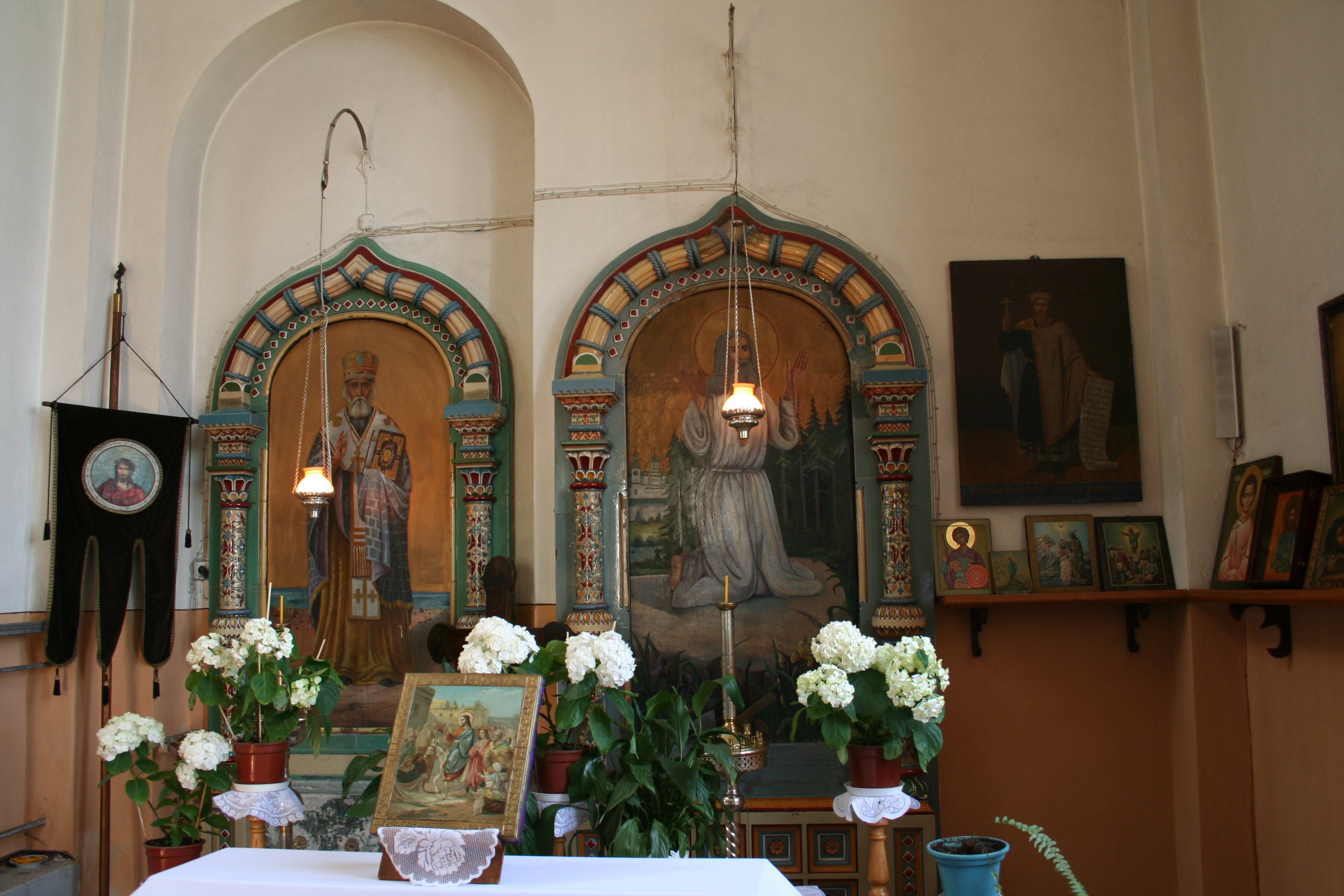
Ikona św. Serafina z Sarowa w cerkwi w Białowieży

Św. Serafin z Sarowa należy do najpopularniejszych świętych prawosławnych na świecie. Jego ikony znajdują się w znacznej części cerkwi prawosławnych na świecie, zaś świątynie pod jego wezwaniem wznoszone są również poza granicami Rosji. 
Ks. J. Kołogriwow określił św. Serafina jako nieskażone źródło dobrej woli i wzorzec stosunków międzyludzkich, zaś profesor Instytutu św. Sergiusza w Paryżu Władimir Iljin jako tego, który przyniósł jasne objawienie Ducha Świętego. Ks. archimandryta Jerzy (Pańkowski) pisał o nim jako o świętym, w którym skoncentrowały się charakterystyczne ideały ruskiej świętości, czyli wiara w przebóstwienie całego stworzenia poprzez dobrowolną ofiarę miłości i duchowego współczucia. Ks. Rościsław Kozłowski określa go jako największego ze starców rosyjskich. 
Do postaci św. Serafina nawiązał również Jan Paweł II w przemówieniu wygłoszonym w czasie pielgrzymki do Bułgarii w monasterze Rylskim.